# Palmstiernas klubb

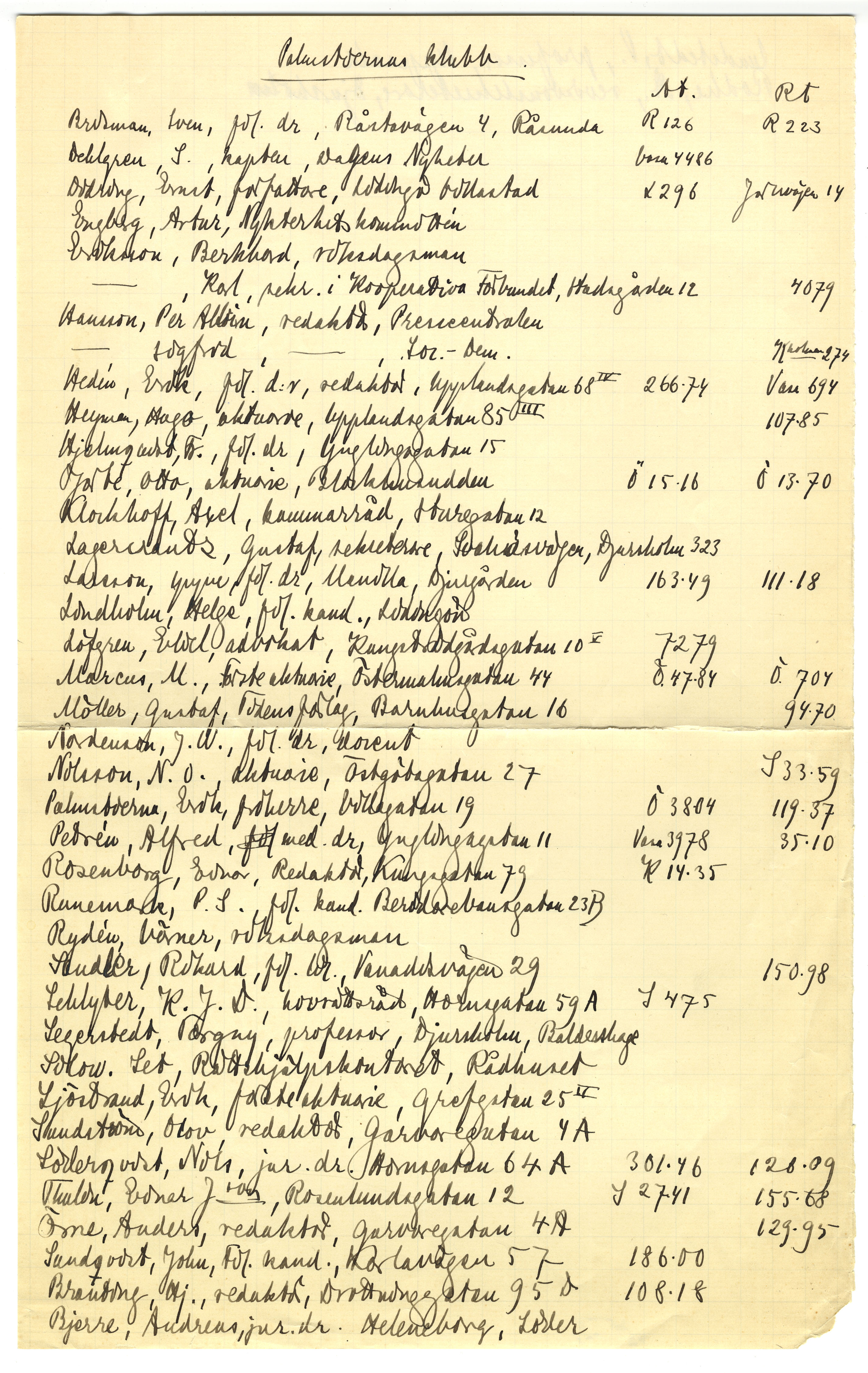
Förteckning över medlemmarna i "Vi", troligen från Yngve Larssons hand cirka 1913.
(Klicka för förstoring)

Palmstiernas klubb eller "Vi" var en informell diskussionsklubb som kom att samla en stor del av sin tids yngre radikala politiker, grundad av Erik Palmstierna hösten 1908 och aktiv fram till tiden för första världskriget 1916.
Bland klubbens deltagare återfanns bland annat sedermera statsministrar, statsråd, och borgarråd; däribland Per Albin Hansson, Otto Järte, Yngve Larsson, Eliel Löfgren, Gustaf Möller, Alfred Petrén, Rikard Sandler, Torgny Segerstedt och Hjalmar Branting.
Klubbens ursprungliga program, att "utbilda en gemensam och enhetlig åskådning och uppmuntra varann inbördes till kamp mot högern", formulerades av Yngve Larsson.
Klubben träffades regelbundet i Kommunala centralbyråns lokaler på Lästmakargatan 6 i Stockholm, ofta med efterföljande supé på Hotell Östergötland i Gamla stan.